# 滄海一聲笑
《滄海一聲笑》，1990年電影《笑傲江湖》主題曲及插曲，由許冠傑主唱，黃霑填詞作曲、顧嘉煇編曲。有粵、國語兩版，隨著電影上映先後在台灣及香港面世，好評如潮，獲得多個獎項，翻唱版本眾多。

## 創作背景
黃霑憶述，1989年他受邀為電影《笑傲江湖》作主題曲，但是草稿被徐克回退了六次。當他正猶豫應該寫只有高手才懂得演奏的《陽春白雪》（如原著），還是容易得像兒歌、但只有高手才能演繹出韻味的下里巴人時，隨手翻閱黃友棣的《中國音樂思想批判》，看到裡面引用《禮記·樂記》的一句「大樂必易」，恍然大悟決定取後者，把簡單的中國五聲音階來回上下行幾次後就填上詞，詞意一半來自毛澤東的《沁園春·雪》，並揉合一點他自己的風格，終於讓徐克滿意。時為1989年。
黃霑曾在無綫電視綜合節目《名曲滿天星》中憶述，歌曲原定由男主角許冠傑演唱，但由於製作方的內部糾紛，電影拖了兩年還沒拍完，許冠傑罷唱，便急著另找羅文錄音；後來拍片的問題解決了，許冠傑便把歌拿回來唱，羅文的版本則被棄用，只以片段形式出現在電影續集《笑傲江湖II東方不敗》。
羅文曾分別於1990年及1996年重新灌唱，1990年版由顧嘉煇編曲，粵語版收進其專輯《遲來的愛》（1990年），國語版則見於專輯《紅塵無淚》（1992年），兩版本之間只有幾個字眼的差別。1996年版則由趙增熹改編，收進其25週年翻唱專輯《25》（1996年）。
據黃霑另一訪問，許冠傑曾提出修改歌詞，但遭他堅拒。這是二人首次音樂上的合作，黃霑形容許吃完晚飯、閒聊一會後才以最輕鬆的狀態錄音。由於許冠傑只肯唱粵語版，國語版便另找歌手林利跟黃霑和徐克演唱。
電影在台灣上映後，《滄海一聲笑》大受歡迎，黃霑便灌錄國語專輯《笑傲江湖 百無禁忌黃霑作品集》，以此曲為主打，這時候又找來專輯監製羅大佑取代林利演唱，出來的效果頗為即興。
歌曲開首橫笛和古箏的合奏由簫笛家譚寶碩及古箏家鄭文負責。譚寶碩憶述錄音時，吹了多次黃霑都不滿意，說不夠激情，最後在黃霑的引導下「吹出了平時沒吹過的激烈效果」。黃霑研究者吳俊雄稱，顧嘉煇先要求鄭文不依譜，融匯平生所學即興演奏，鄭彈了十多分鐘，眾人都滿意，再要求鄭文把剛才所奏濃縮成數十秒，他二話不說彈了後就被採用了。

## 使用場景
令狐沖、欲金盆洗手的順風堂主劉正風和日月神教長老曲洋被東廠鷹犬左冷禪追殺，泛船而逃，途中曲劉興之所至演奏二人青年時所作的《笑傲江湖》。劉正風吹橫笛，曲洋彈古琴（實際的聲音是古箏），令狐沖假彈三弦，並輪番唱和。
跟電影原著《笑傲江湖》不同，此曲與《廣陵散》無關。

## 特徵和評價
歌曲以純五聲音階寫成（一作宮調，一作羽調），結構為一段體。樂曲結構簡練，旋律琅琅上口，樂評人黃志華認為這體現黃霑「親民」的創作特征，電影研究者姚睿視之為流行化中樂的典範。
有論者指古箏、橫笛、奏出重音的合成器、鼓漸次加入，配器層次豐富。三位歌手相異的音色，使歌曲顯得立體；結尾沒有歌詞的「啦啦啦」即興抒情部分，亦為歌曲增添了感染力。
歌詞亦具古典文學的韻味。詞評人朱耀偉評：「寓豪氣於灑脫之中」，有蘇軾《定風波》（莫聽穿林打葉聲）遺風:30；而黃志華則指歌詞「以無垠、廣闊的時間與空間來對比剎那心境」，令人想起杜甫「百年多病獨登台」一類詩句；「五次笑」採用了詩經「回環複沓」的手法，而詞意仍有所遞進；總體而言，意象優美而突出。:236-241
有論者認為歌曲生動地描繪出惺惺相惜、高山流水的境界與江湖隱士的精神，為電影場景增色之餘，也具獨立欣賞價值。  

## 香港派台成績
| 派台成績                 | 派台成績   | 派台成績 | 派台成績 | 派台成績 | 派台成績 | 派台成績          |
| ------------------------ | ---------- | -------- | -------- | -------- | -------- | ----------------- |
| 唱片                     | 歌曲       | 903      | RTHK     | TVB      | 997      | 備註              |
| 1990年 許冠傑            |            |          |          |          |          |                   |
| 許冠傑《90電影金曲精選》 | 滄海一聲笑 | 4        | /        | -        |          | （/）未有相關資料 |

## 獎項榮譽
- 1990年：第27屆金馬影展 － 最佳電影插曲
- 1991年：第13屆十大中文金曲頒獎禮 － 最佳中文（流行）歌詞獎
- 1991年：第10屆香港電影金像獎 － 最佳電影歌曲
- 2010年：入選我最愛的「滾石三十」歌曲（大眾投票）[23]
- 2011年：「麥王爭霸－30年30曲粵語金曲」之一（由大眾投票產生）[24]

## 版本
| 年份 | 歌手                                                                                           | 編曲人          | 備註                                                                                  | 語言       |
| ---- | ---------------------------------------------------------------------------------------------- | --------------- | ------------------------------------------------------------------------------------- | ---------- |
| 1990 | 許冠傑（令狐沖）、黃霑（為午馬飾的劉正風代唱）及張偉文（為林正英飾的曲洋代唱）                 | 顧嘉煇          | 電影《笑傲江湖》香港版主題曲，未發行。                                                | 粵語       |
| 1990 | 林利（為許冠傑飾的令狐沖代唱）、黃霑及徐克（曲洋）                                             | 顧嘉煇          | 電影《笑傲江湖》台灣版主題曲，未發行                                                  | 國語       |
| 1990 | 羅大佑、黃霑及徐克                                                                             | 顧嘉煇          | 專輯《笑傲江湖 百無禁忌黃霑作品集》 2000年中視版笑傲江湖第11集插曲                    | 國語       |
| 1990 | 許冠傑                                                                                         | 顧嘉煇          | 專輯《90電影金曲精選》                                                                | 粵語       |
| 1990 | 許冠傑                                                                                         |                 | 《香港情懷'90演唱會》（DISK 2）                                                       | 粵語       |
| 1990 | 黃霑、羅大佑                                                                                   |                 | 第十三屆十大中文金曲頒獎音樂會 金針獎頒發環節                                         | 國語、粵語 |
| 1990 | 羅文                                                                                           | 顧嘉煇          | 專輯《遲來的愛》                                                                      | 粵語       |
| 1990 | 黃霑                                                                                           |                 | 第27屆金馬獎頒獎禮                                                                    | 國語       |
| 1992 | 黃霑                                                                                           | 顧嘉煇          | 專輯《華納群星難忘您許冠傑》                                                          | 粵語       |
| 1992 | 周小君                                                                                         | 袁卓繁          | 電影《笑傲江湖II東方不敗》插曲，更名為《斷弦》，收錄於《東方不敗 林青霞電影音樂紀實》 | 國語、粵語 |
| 1992 | 林利                                                                                           |                 | 電影《笑傲江湖II東方不敗》插曲，只唱了一句，並未發行                                  | 粵語       |
| 1992 | 羅文                                                                                           |                 | 電影《笑傲江湖II東方不敗》插曲，只出現於電影，並未發行                                | 國語       |
| 1992 | 羅文                                                                                           | 顧嘉煇          | 專輯《紅塵無淚》                                                                      | 國語       |
| 1992 | 徐小鳳                                                                                         |                 | 金光燦爛徐小鳳演唱會                                                                  | 粵語       |
| 1993 | 羅文（演唱）、蘇芮（演唱）、庾澄慶（演唱、結他）、倫永亮（鋼琴）、黃霑（口琴）、黃安源（二胡） |                 | 減災扶貧創明天閉幕匯演                                                                | 國語       |
| 1998 | 黃霑、顧嘉煇、眾嘉賓歌手                                                                       |                 | 真友情演唱會                                                                          | 粵語       |
| 1999 | 迪克牛仔                                                                                       |                 | 夕德煇黃拉闊創作人音樂會                                                              | 國語       |
| 1999 | 布拉格市愛樂樂團                                                                               |                 | 華人電影音樂典藏館                                                                    | 純音樂     |
| 2000 | 任賢齊                                                                                         | 梁伯君          | 專輯《為愛走天涯》                                                                    | 國語       |
| 2002 | 黃霑                                                                                           |                 | 星光燦爛仁愛堂                                                                        | 粵語       |
| 2003 | 黃霑                                                                                           | 潘耀田          | 獅子山下演唱會                                                                        | 粵語       |
| 2003 | 黃霑                                                                                           |                 | 麗花皇宮 2003 live                                                                    | 粵語       |
| 2004 | 女子十二樂坊                                                                                   |                 | 專輯《Red Hot Classics》                                                              | 純音樂     |
| 2006 | 謝東笑（古琴）                                                                                 |                 | 專輯《第一元素 = The first chemical element. III, 古琴》                              | 純音樂     |
| 2008 | 吳彤                                                                                           | 東楠            | 2009年中央電視台元旦晚會                                                              | 國語       |
| 2011 | 鄭少秋                                                                                         |                 | 鄭少秋‧汪明荃‧喜多郎新紀元2011演唱會                                                  | 粵語       |
| 2013 | 蕭敬騰                                                                                         | 阿火 A fire Lee | 笑傲江湖Online主題曲、笑傲江湖 (2013年電視劇)八大綜合台版主題曲                       | 國語       |
| 2016 | 葉麗儀                                                                                         | 潘耀田          | 葉麗儀與香港中樂團音樂會                                                              | 粵語       |
| 2017 | 周杰倫、陳奕迅、劉歡、那英                                                                     | 劉卓            | 《中国新歌声第二季》第一期                                                            | 國語+粵語  |
| 2017 | 周華健                                                                                         | 劉卓            | 《超級版‧大事發聲》第四期                                                             | 粵語       |
| 2018 | GAI                                                                                            | 宋阳            | 《歌手2018》第一轮排位赛                                                              | 国语       |
| 2018 | 神思者                                                                                         | 神思者          | 笑傲江湖 (2018年電視劇)片頭曲                                                         | 純音樂     |
| 2019 | 劉歡                                                                                           | 谷粟            | 《歌手2019》第二輪淘汰賽                                                              | 国语       |
| 2019 | 肖戰                                                                                           |                 | 新笑傲江湖手遊主題曲                                                                  | 国语       |
| 2020 | 八三夭（阿璞飾令狐沖）、 許瑋甯（飾東方不敗）                                                  | 八三夭、梯依恩  | 新笑傲江湖Ｍ遊戲主題曲                                                                | 國語       |

## 其他
黃霑將其旋律加插在《笑傲江湖II東方不敗》的主題曲《只記今朝笑》中，是首富中國小調味且副歌為二聲部對位的粵語歌；又曾把《滄》重新填詞為電影《不文騷》的插曲（小姐一聲笑）及東海海鮮酒家的廣告歌（東海嘉賓笑）。1995年，在無綫電視特輯《霑沾自喜三十年》中，多位詞人包括林夕、鄭國江、黎彼得、潘源良、陳少琪等重填此曲（「蒼天猜不透，不喜記舊愁……情是何物無人倖免，聽得出了竅……」），描寫黃霑的個性特質。

## 註腳
1. ↑  專輯《笑傲江湖 百無禁忌黃霑作品集》中本歌曲的宣傳影片，前奏較專輯的音軌短。)
2. ↑  黃霑曾詳述：d r m s l，然後向下：l s m r d、m r d l. s.，再向上：s. l. s. l. d r m s，結束：l s m r d r，基本結構便完成了。
3. ↑  前奏最完整的版本。